# Erginus moskalevi
Erginus moskalevi är en snäckart som först beskrevs av Aleksandr Nikolaevich Golikov och Oleg Grigor'evich Kussakin 1972.  Erginus moskalevi ingår i släktet Erginus och familjen Lottiidae. Inga underarter finns listade i Catalogue of Life.